# Arrondissement de Saint-Denis (La Réunion)
Pour les articles homonymes, voir Arrondissement de Saint-Denis.
L'arrondissement de Saint-Denis est une division administrative française, située dans le département et la région de La Réunion.
L'arrondissement de Saint-Denis a un homonyme exact, dans le département de la Seine-Saint-Denis. 

## Composition

### Découpage cantonal avant 2015
L'arrondissement recouvrait trois communes et onze cantons.
1. Canton de Saint-Denis-1
2. Canton de Saint-Denis-2
3. Canton de Saint-Denis-3
4. Canton de Saint-Denis-4
5. Canton de Saint-Denis-5
6. Canton de Saint-Denis-6
7. Canton de Saint-Denis-7
8. Canton de Saint-Denis-8
9. Canton de Saint-Denis-9
10. Canton de Sainte-Marie
11. Canton de Sainte-Suzanne

### Découpage communal
Les limites de l'arrondissement ont été redessinées au 1er janvier 2006 ; Le Port et La Possession rejoignent l'arrondissement de Saint-Paul, au sud. Les communes couvertes par l'arrondissement de Saint-Denis sont dorénavant exactement les mêmes que celles qui sont déjà regroupées au sein de la Communauté intercommunale du Nord de La Réunion (CINOR).
Au 1er janvier 2024, l'arrondissement groupe les 3 communes suivantes :
1. Saint-Denis
2. Sainte-Marie
3. Sainte-Suzanne

## Démographie
En 2022, l'arrondissement comptait 216 588 habitants.
| 1968    | 1975    | 1982    | 1990    | 1999    | 2006    | 2011    | 2016    | 2021    |
| ------- | ------- | ------- | ------- | ------- | ------- | ------- | ------- | ------- |
| 110 962 | 132 062 | 139 519 | 156 852 | 176 283 | 190 624 | 197 883 | 204 304 | 213 402 |

| 2022    | - | - | - | - | - | - | - | - |
| ------- | - | - | - | - | - | - | - | - |
| 216 588 | - | - | - | - | - | - | - | - |